# Griechisches Rotes Kreuz
Das Griechische Rote Kreuz (griechisch Ελληνικός Ερυθρός Σταυρός Ε.Ε.Σ.) ist nach den Genfer Abkommen von 1949 die Nationale Rotkreuz-Gesellschaft in Griechenland und als solches Teil der Internationalen Rotkreuz- und Rothalbmond-Bewegung inklusive der Anerkennung ihrer sieben Grundsätze. Der Sitz ist in der Hauptstadt Athen.

## Beschreibung
Das Griechische Rote Kreuz wurde am 10. Juni 1877 auf Initiative von Königin Olga gegründet. Das Griechische Rote Kreuz umfasst 86 lokale Organisationen.

## Aufgaben
Die Abteilungen des Griechischen Roten Kreuzes sind:
- Krankenpflege
- Soziale Wohlfahrt
- Samariter, Retter und Rettungsschwimmer
- Internationale Zusammenarbeit, Organisationsentwicklung und Programme
- Jugend